# Parapercis vittafrons
Parapercis vittafrons är en fiskart som beskrevs av Randall 2008. Parapercis vittafrons ingår i släktet Parapercis och familjen Pinguipedidae. Inga underarter finns listade i Catalogue of Life.